# Antiimperialistische Nationale Demokratische Front

Logo der Antiimperialistische Nationale Demokratische Front

Die Antiimperialistische Nationale Demokratische Front (AINDF, englisch Anti-Imperialist National Democratic Front) ist eine Partei in Südkorea. Sie soll als Spionageorganisation für Nordkorea arbeiten und ist deshalb gemäß dem südkoreanischen Staatssicherheitsgesetz (국가보안법) verboten.

## Ziele der AINDF
Als Ziele der AINDF werden genannt: 
- „die nationale Befreiung Südkoreas vom neokolonialistischen Joch des USA-Imperialismus“,
- „die Schaffung einer neuen demokratischen und unabhängigen Gesellschaft in Südkorea“

## Ideologie
Die AINDF bekennt sich zu der von dem nordkoreanischen Staatsgründer Kim Il Sung begründeten Chuch’e-Ideologie und zur Sŏn’gun-Idee. Sie nennt sich aber nicht explizit kommunistisch.

## Geschichte
Am 15. März 1964 gründeten die südkoreanischen „Revolutionäre“ Kim Jong Tae und Choe Yong Do im Kampf gegen das von Park Chung Hee geführte Militärregime das „Vorbereitungskomitee zur Gründung der Revolutionären Partei für die Wiedervereinigung“. 
Im Oktober 1966 wurde das Seouler Stadtkomitee dieser Partei gegründet, dessen Vorsitzender Kim Jong Tae wurde. Choe Yong Do stand an der Spitze des Provinzkomitees Süd-Chŏlla. Im Juli 1968 zerschlug die Militärdiktatur alle Parteiorganisationen; Kim Jong Tae und Choe Yong Do starben 1969 im Gefängnis. 
Am 25. August 1969 wurde die Revolutionäre Partei für die Wiedervereinigung gegründet.
Im Juli 1985 benannte sie sich in Nationale Demokratische Front Südkoreas um. Seit dem 23. März 2005 trägt die Partei ihren heutigen Namen.

## Beziehungen zu Nordkorea
Die AINDF unterstützt Nordkorea und wird von dessen Regierung als „diejenige Partei, die den Wunsch und das Streben des südkoreanischen Volkes nach Unabhängigkeit repräsentiert“ und als „patriotische Avantgarde der revolutionären Bewegung Südkoreas“ anerkannt. In der nordkoreanischen Hauptstadt Pjöngjang unterhält sie ein Delegiertenbüro, das von Jo Il Min geleitet wird.

## Tätigkeit in Japan
In Japan unterhält die AINDF ebenfalls eine Repräsentation.